# سمنة صافرة جاوية
السُمْنَة الصّافِرة الجاوية (الاسم العلمي: Myophonus glaucinus)، نوع طيور من فصيلة خاطفات الذباب. توجد في جاوة وبالي. موئلها الطبيعي هي الغابات الجبلية الرطبة شبه الاستوائية أو الاستوائية.